# 千葉周作 剣道まっしぐら
『千葉周作 剣道まっしぐら』（ちばしゅうさくけんどうまっしぐら）は、1970年11月2日から1971年8月30日までTBS系列の『ブラザー劇場』枠で放送されていた時代劇である。全44話。TBSと松竹の共同製作。
山岡荘八の小説『千葉周作』を原作とする映像作品で、北辰一刀流の創始者・千葉周作の若き頃を描いている。
ＣＳ放送の時代劇専門チャンネルで、2025年3月17日より放送開始。

## キャスト
- 千葉周作（於菟吉）：岩下亮[2]
- 奈々江：江夏夕子[1]
- 綾：岩井友見
- 浅利又七郎：大瀬康一[1]
- 浦山寿貞（千葉幸右衛門）：千秋実
- 嘉乃：小山明子
- 浅利蔵太郎：蔵忠芳
- 荒尾春太郎：藤岡弘[1]
- 森川新之助：片岡五郎
- 辰巳屋文造：森健二
- お加代：角梨枝子
- 太吉、熊さん：古川ロック
- 高階十四郎：黛康太郎
- 岡っ引：徳田伊佐夫
- 高柳又四郎：田村高廣（第27話、第28話、第44話）
- 秋乃[3]：長谷川待子（第28話、第44話）
- 不破鉄太郎（三吉）：佐々木剛（第30話、第31話、第32話）
- 東海坊玄信：川合伸旺（第31話、第32話）
- ナレーター：浦野光

## スタッフ
- 原作：山岡荘八（『千葉周作』より）
- 脚本：市川森一、山根優一郎[1]
- 監督：山際永三、今井雄五郎[1]
- 音楽：渡辺岳夫[1]
- プロデューサー：桑田良太郎、淡豊昭、金沢佳都夫、橋本洋二[1]
- 制作協力：京都映画
- 制作：TBS、松竹株式会社

## 主題歌
「千葉周作」
作詞：北村桃児 / 作曲：春川一夫 / 編曲：竹村次郎 / 歌：三波春夫

## 放送リスト
| 回 | サブタイトル                 | 脚本                | 監督            | ゲスト |
| -- | ---------------------------- | ------------------- | --------------- | --- |
| 1  | 千葉周作 いい名だな！        | 山根優一郎          | 松野宏軌        | 佐藤孤雲：辰巳柳太郎、荒尾宮内：大坂志郎、奉行：永野達雄                                                                                                 |
| 2  | 一心 マキ割り剣法            | 山根優一郎          | 松野宏軌        | 鬼岩：大前鈞、仙吉：千代田進一 |
| 3  | 周作よ！受けて立て           | 市川森一            | 山際永三        | 八木虎五郎：城所英夫 |
| 4  | 熊之助 勝負しろ！            | 上原正三            | 山際永三        | 岩見熊之助：保高正伸 |
| 5  | 出たッ 一本足剣法            | 山根優一郎          | 松野宏軌 深田昭 | 堀場陣内：岸田森、松吉：野崎善彦 |
| 6  | 江戸へ 一本道                | 上原正三            | 今井雄五郎      | 坂井鷹次郎：河原崎健三、大井源内：山村弘三 |
| 7  | 北斗をめざせ！               | 市川森一            | 今井雄五郎      | 三次：山崎猛、番頭：市川男女之助、山田平左衛門：伊東義孝                                                                                                 |
| 8  | 明日こそ母上に               | 山根優一郎          | 山際永三        | 早川新吾：佐々木勝彦、小雪：堀井永子、万吉：天王寺虎之助                                                                                                 |
| 9  | 勝負とは‥‥？                 | 市川森一            | 山際永三        | 梶原京之進：田村亮、梶原百鬼：天本英世、梶原兵部：守田学哉 阿部帯刀：原聖四郎                                                                            |
| 10 | 春一番. いい男！             | 山根優一郎          | 山際永三        | 平田数馬：桜木健一、キク：水戸光子、現助：岩田直二 |
| 11 | 一殺多生の剣とは・・・・・？ | 若槻文三            | 深田昭          | 狼之助：森次浩司 |
| 12 | 周作よ剣にきけ！             | 山根優一郎          | 大槻義一        | 黒沢一郎太：あおい輝彦、千秋：松木路子、かおる：岩崎和子 松平正直：四条公彦、赤城広之進：池田二三夫                                                      |
| 13 | 泣くな！ 周作                | 山根優一郎          | 今井雄五郎      | 望月千太郎：加賀爪清和、望月伊織：北上弥太郎、大久保玄蕃：佐々木功                                                                                       |
| 14 | 生命かけて！                 | 若槻文三            | 深田昭          | 池田頼母：東千代之介、池田達一郎：近藤正臣、広野鬼介：五味竜太郎 坂口兵衛：唐沢民賢、お竜：国睦子                                                        |
| 15 | とんだ男にほれられて・・・・ | 若槻文三            | 今井雄五郎      | 治平：吉田義夫、留松：岡本隆成、武井秀之進：不破潤 酒井青一郎：諸口旭、老僕：佐々木松之丞                                                                |
| 16 | 男・周作 燃えあがれ！        | 上原正三            | 深田昭          | 老人：多々良純、山尾一鬼：西郷次郎、犬神：小野川公三郎 虎八：長良純                                                                                      |
| 17 | 花も実もある鬼天狗           | 西条道彦            | 松野宏軌        | 河合新左エ門：財津一郎、河合の妻：水原美子、河合の息子：西山義和                                                                                         |
| 18 | 身をすててこそ…              | 若槻文三            | 大槻義一        | おりく：中畑道子、お藤：小野恵子、千葉の修作：樋浦勉 猪平次：山岡徹也、黒松：森章二                                                                      |
| 19 | 辻斬り子守唄                 | 山根優一郎          | 深田昭          | 山中十四郎：夏八木勲、末永勝之進：和崎俊哉、健太郎：岡本健 富田三之丞：伊藤義高                                                                          |
| 20 | 母を呼ぶ剣                   |                     |                 | (時代劇専門チャンネル放送のOPクレジットと本編の内容が合っていない。 以下は本編内容より) 大杉主税：真山譲次、小夜：、お絹： 三浦兵部：神田隆、相模屋：    |
| 21 | 晴れすがた 男子一生の剣      | 西条道彦            | 大槻義一        | 榊優一郎：玉川伊佐男、つた：新藤恵美 |
| 22 | かごに乗る人 かつぐ人        | 山根優一郎          | 大槻義一        | 権六：前田吟、助八：田村保、山形三平太：黒木進 親方辰造：山路義人、老爺：寺島雄作、女スリ：佃和美                                                        |
| 23 | 剣の心・人の心               | 鈴木兵吾            | 山際永三        | 利助：長門裕之、紋十：浅香春彦、お志乃：花里ゆかり 文吉：藤尾純、善さん：北原将光                                                                        |
| 24 | 剣は愛をこめて               | 市川森一            | 山際永三        | 栗田草一郎：東野孝彦、高瀬真太郎：諸口旭、乞食：二見忠男 安武：海老江寛、旗本：高峰圭二                                                                  |
| 25 | 気はやさしくて力もち         | 田向正健            | 大槻義一        | 新吉：あおい輝彦、伝八：汐路章、番頭：池田二三夫 与兵衛：佐々山洋一、長吉：岡本健、次男：井上美幸 長屋の女：金森あさの                                   |
| 26 | 馬上の対決                   | 鈴木兵吾            | 山際永三        | 権平：梅津栄、丸目典膳：沼田曜一、山南太一：石黒三郎 弥太五郎：天王寺虎之助、殿様：市川男女之助                                                          |
| 27 | 泪の中から立ち上がれ！       | 山根優一郎          | 山際永三        | 茶店のおやじ：海老江寛、町の子供：片桐英樹 |
| 28 | 星よいつまでも！             | 山根優一郎          | 山際永三        | |
| 29 | あっぱれ おやじ剣法          | 西條道彦            | 大槻義一        | 岡崎源造：柳家小さん、彦一郎：住吉正博、百合：沢久美子 陣野重春：北原将光、楓：丘夏子、進藤兵部：出水憲司 伊達一馬：高野真二、熊さん：古川ロック         |
| 30 | 火事だ！ 喧嘩だ！            | 山根優一郎          | 山際永三        | 佐平：浅野進治郎、伊庭銀次郎：唐沢民賢 六助：大和学、お春：島村昌子                                                                                      |
| 31 | こい！ 鉄太郎                | 山根優一郎          | 松野宏軌        | |
| 32 | 白昼の決闘                   | 山根優一郎          | 松野宏軌        | 長屋の老婆：岡島艶子 |
| 33 | 剣ふたたび                   | 鈴木兵吾            | 大槻義一        | 逸平：長谷川明男、卯乃：左時枝、多門：永野達雄 大工 八五郎：神戸瓢介、料亭の番頭：田中弘史、甲野：滝譲二                                                 |
| 34 | この道・尽きず               | 鈴木兵吾            | 松野宏軌        | 秋山要助：高城丈二、逸見太四郎：市川小太夫、おふく：新井麻夕美 与之吉：野崎善彦                                                                          |
| 35 | 妖刀は死霊を招く             | 鈴木兵吾            | 山際永三        | 向井秋平：工藤堅太郎、お美乃：嘉手納清美、与助：柳川清 家老富田：志摩靖彦、老僧：飯田覚三、池田平馬：吉田聖一 小山田達也：横堀秀勝、十字架の女：橋本房江 |
| 36 | ばらもん 地獄の娘            | 市川森一            | 山際永三        | 萩野：柴田美保子、果永弾正：内田朝雄 |
| 37 | 墓場なき幽霊                 | 石堂淑朗            | 大槻義一        | 兵吉：石田博之、いね：岸久美子、太吉：広田竜二 小松左門：江見俊太郎、遊女：松川純子、僧侶：飯田覚三                                                      |
| 38 | 男の挑戦                     | 山根優一郎          | 松野宏軌        | 大沼玄斎：神太郎、里江：光川環世、原田新兵衛：永井秀明 大島源之丞：河上一夫                                                                              |
| 39 | 正剣・邪剣                   | 鈴木兵吾            | 今井雄五郎      | 村井甚左衛門：原保美、高勢次郎太：蜷川幸雄、美保：御影京子 岩間十蔵：浜田雄史、役人：森章二、少年時代の又七郎：政後毅                                    |
| 40 | 花と六連発                   | 山根優一郎          | 松野宏軌        | 黒川兵庫：倉丘伸太郎、桃井春蔵：山下絢一郎、桃井伴山：原健策 小百合：佐藤耀子、沢村源兵衛：北原将光                                                      |
| 41 | 百両剣法 思い知れ！          | 石堂淑朗            | 大槻義一        | 唐木幻山：長門勇、中山仙八：高津住男、大竹進吾：北竜二                                                                                                   |
| 42 | 男の意地の燃えるとき         | 山根優一郎 市川森一 | 今井雄五郎      | 梶浦新太郎：目黒祐樹、志津：渚みどり、山口久太夫：不破潤                                                                                                 |
| 43 | 打倒！音無しの構え           | 西条道彦            | 大槻義一        | 友井竜之進：睦五郎、柳生宗明：三島猛、柳生但馬守：酒井哲 審判：市川男女之助、将軍：和田正信                                                              |
| 44 | 若鳥よ！北斗をめざせ         | 西条道彦            | 大槻義一        | 浪人：諸口旭 |